# La Roche-Chalais
Pour les articles homonymes, voir La Roche et Chalais.
La Roche-Chalais est une commune française située dans le département de la Dordogne, en région Nouvelle-Aquitaine.
C'est l'une des communes les plus étendues du département.
De 1790 à 1801, la commune était le chef-lieu du canton de Laroche Chalais.

## Géographie

### Localisation et accès
La Roche-Chalais est la commune la plus à l'ouest de la Dordogne (à Saint-Michel-de-Rivière). Elle est située sur la Dronne et est limitrophe avec la Charente-Maritime et la Gironde.
Le méridien de Greenwich traverse la commune, à l’ouest du centre-ville. La Roche-Chalais est, de plus, située exactement à mi-distance (5 001 km) du pôle Nord et de l'équateur.
De 1973 à 2016, elle a été, avec près de 90 km2, la commune la plus étendue du département. En 2019, elle occupe la quatrième place, derrière les communes nouvelles de Mareuil en Périgord, Brantôme en Périgord et Bassillac et Auberoche.

### Communes limitrophes
La Roche-Chalais est limitrophe de neuf autres communes, dont trois dans le département de la Gironde et une en Charente-Maritime. Au sud-est, son territoire communal est limitrophe de la commune girondine de Saint-Antoine-sur-l'Isle sur moins de 200 mètres.
|                                                                     | Parcoul-Chenaud                      | Saint Aulaye-Puymangou                                      |
| Saint-Aigulin (Charente-Maritime)                                   | La Roche-Chalais                     | Servanches                                                  |
| La Barde (Charente-Maritime), Les Églisottes-et-Chalaures (Gironde) | Saint-Christophe-de-Double (Gironde) | Eygurande-et-Gardedeuil, Saint-Antoine-sur-l'Isle (Gironde) |

### Géologie et relief

#### Géologie
Situé sur la plaque nord du Bassin aquitain et bordé à son extrémité nord-est par une frange du Massif central, le département de la Dordogne présente une grande diversité géologique. Les terrains sont disposés en profondeur en strates régulières, témoins d'une sédimentation sur cette ancienne plate-forme marine. Le département peut ainsi être découpé sur le plan géologique en quatre gradins différenciés selon leur âge géologique. La Roche-Chalais est située dans le quatrième gradin à partir du nord-est, un plateau formé de dépôts siliceux-gréseux et de calcaires lacustres de l'ère tertiaire.
Les couches affleurantes sur le territoire communal sont constituées de formations superficielles du Quaternaire et de roches sédimentaires datant du Cénozoïque. La formation la plus ancienne, notée e5-6, est la formation de Guizengeard supérieur (Lutétien supérieur à Bartonien supérieur continental). La formation la plus récente, notée CFp, fait partie des formations superficielles de type colluvions indifférenciées de versant, de vallon et plateaux issues d'alluvions, molasses, altérites. Le descriptif de ces couches est détaillé dans  les feuilles « no 756 - Montguyon » et « no 757 - Ribérac » de la carte géologique au 1/50 000 de la France métropolitaine, et leurs notices associées,.

Carte géologique de La Roche-Chalais.

#### Relief et paysages
Le département de la Dordogne se présente comme un vaste plateau incliné du nord-est (491 m, à la forêt de Vieillecour dans le Nontronnais, à Saint-Pierre-de-Frugie) au sud-ouest (2 m à Lamothe-Montravel). L'altitude du territoire communal varie quant à elle entre 12 mètres et 126 mètres,.
Dans le cadre de la Convention européenne du paysage entrée en vigueur en France le 1er juillet 2006, renforcée par la loi du 8 août 2016 pour la reconquête de la biodiversité, de la nature et des paysages, un atlas des paysages de la Dordogne a été élaboré sous maîtrise d’ouvrage de l’État et publié en octobre 2020. Les paysages du département s'organisent en huit unités paysagères,. La commune fait partie de la Double, au sein de l'unité de paysage « La Double et le Landais », deux plateaux ondulés, dont la pente générale descend de l'est vers l'ouest. À l'est, les altitudes atteignent ainsi les 200 m pour les plus élevées (233 m au sud de Tocane-Saint-Apre). Vers l'ouest, le relief s’adoucit et les altitudes maximales culminent autour des 100 mètres. Les paysages sont forestiers aux horizons limités, avec peu de repères, ponctués de clairières agricoles habitées.
La superficie cadastrale de la commune publiée par l'Insee, qui sert de référence dans toutes les statistiques, est de 89,40 km2,,. La superficie géographique, issue de la BD Topo, composante du Référentiel à grande échelle produit par l'IGN, est quant à elle de 89,65 km2.

### Hydrographie

#### Réseau hydrographique
La commune est située dans le bassin de la Dordogne au sein du Bassin Adour-Garonne. Elle est drainée par la Dronne, le Chalaure, le ruisseau de Collembrun, le Petit Chalaure, le Riou Nègre, le ruisseau de la Grande Nauve, le ruisseau de Trompillon, le ruisseau de Vergnes, le ruisseau du Biot, le ruisseau du Termasson, et par de nombreux autres petits cours d'eau, qui constituent un réseau hydrographique de plus de 120 km de longueur totale,.
La Dronne, d'une longueur totale de 200,56 km, prend sa source dans la Haute-Vienne dans la commune de Bussière-Galant et se jette en rive droite de l'Isle — dont elle est le principal affluent — à Coutras en Gironde, au lieu-dit la Fourchée, face à la commune de Sablons,. Marquant la limite départementale, elle borde la commune à l'ouest sur quatorze kilomètres, face à Saint-Aigulin et La Barde.
Le Chalaure, d'une longueur totale de 19,83 km, prend sa source dans la commune de Saint Aulaye-Puymangou et se jette dans la Dronne en rive gauche aux Églisottes-et-Chalaures, face à La Barde. Il traverse la commune du nord-est au sud-ouest sur près de vingt kilomètres, lui servant de limite naturelle sur dix kilomètres en deux tronçons, face à Saint Aulaye-Puymangou, Saint-Christophe-de-Double et Les Églisottes-et-Chalaures.
Cinq autres affluents de rive gauche de la Dronne arrosent le territoire communal :
- le riou Nègre qui prend sa source dans le nord de la commune, la baigne sur huit kilomètres et demi, dont sept kilomètres et demi marquent la limite territoriale au nord, face à Saint Aulaye-Puymangou et Parcoul-Chenaud.
- au nord-ouest, le ruisseau de Collembrun, ou ruisseau du Vignaud dans sa partie amont, sur près de sept kilomètres,
- le ruisseau de Trompillon à l'ouest sur deux kilomètres,
- au sud-ouest, le ruisseau du Biot sur 1,3 kilomètre et le ruisseau du Termasson sur 1,8 kilomètre.

Trois affluents du Chalaure baignent la commune : 
- en rive droite le Petit Chalaure sur trois kilomètres,
- en rive gauche le ruisseau de Vergnes sur plus de trois kilomètres et le ruisseau de la Grande Nauve qui sert de limite naturelle au sud sur près de quatre kilomètres et demi, face à Saint-Chrstophe-de-Double.

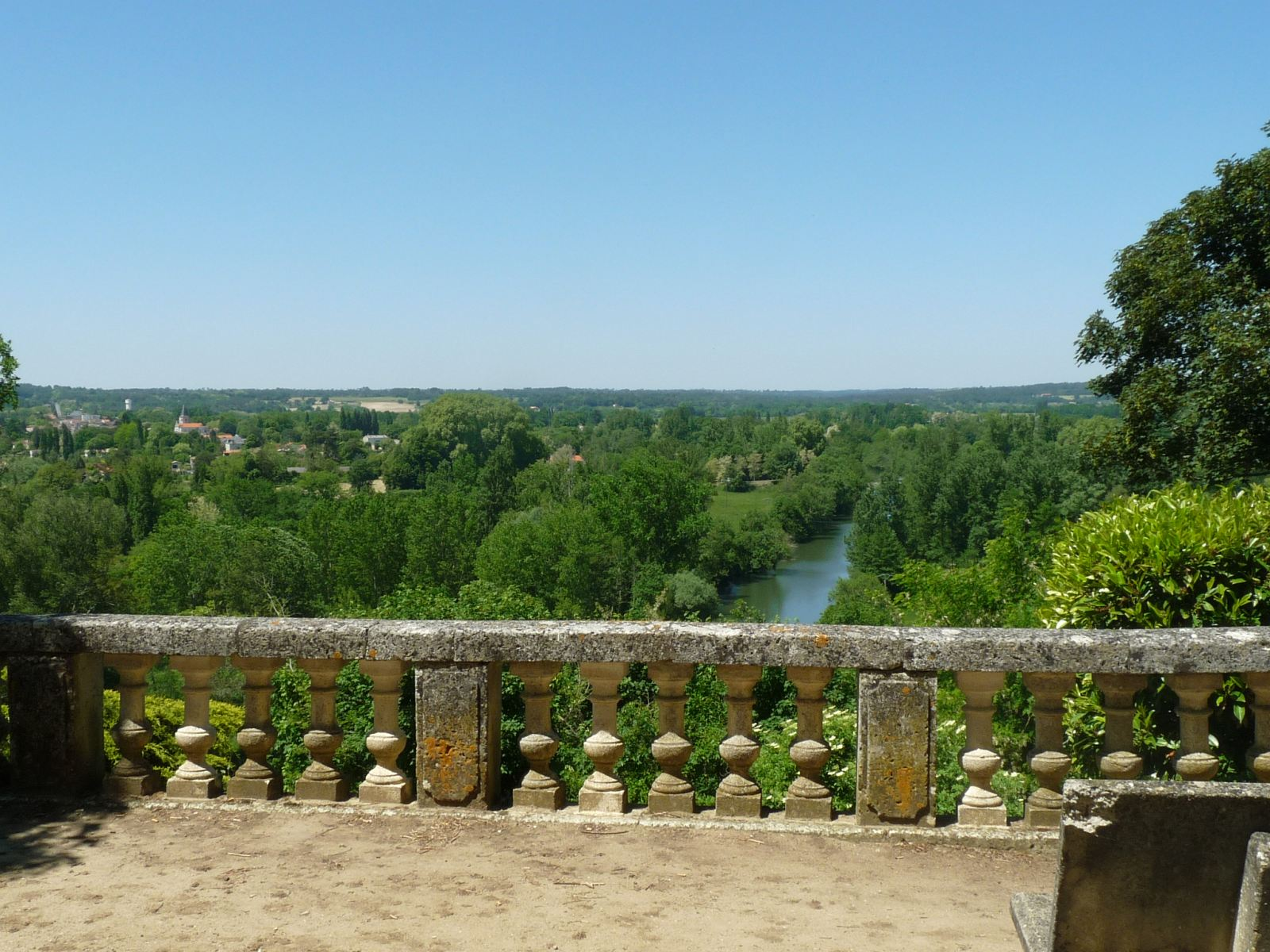
La Dronne et Saint-Aigulin vus de la place de l'église.
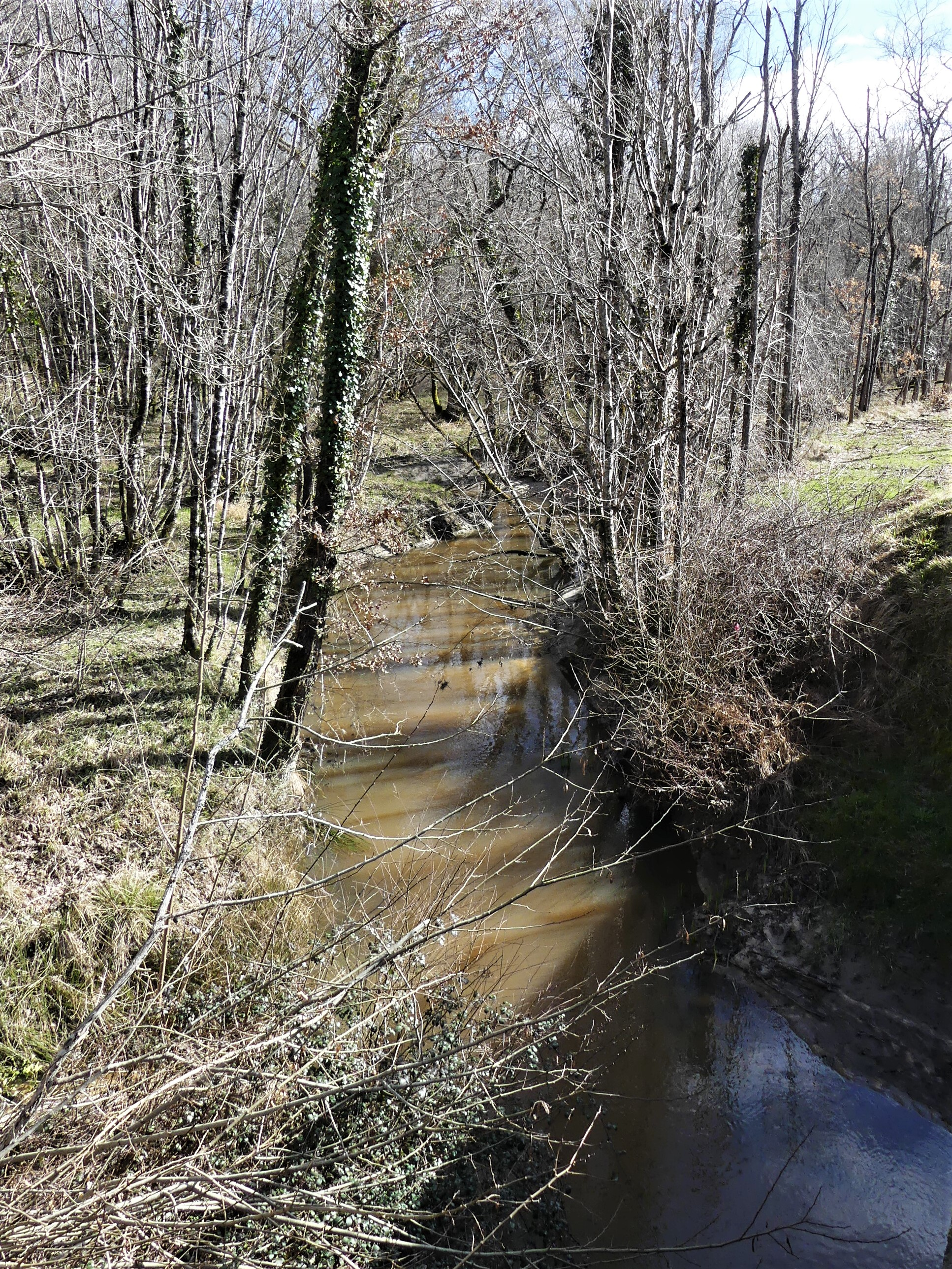
Le Chalaure au pont du Genêt.
Réseaux hydrographique et routier de La Roche-Chalais.

#### Gestion et qualité des eaux
Le territoire communal est couvert par le schéma d'aménagement et de gestion des eaux (SAGE) « Isle - Dronne ». Ce document de planification, dont le territoire regroupe les bassins versants de l'Isle et de la Dronne, d'une superficie de 7 500 km2, a été approuvé le 2 août 2021. La structure porteuse de l'élaboration et de la mise en œuvre est l'établissement public territorial de bassin de la Dordogne (EPIDOR). Il définit sur son territoire les objectifs généraux d’utilisation, de mise en valeur et de protection quantitative et qualitative des ressources en eau superficielle et souterraine, en respect des objectifs de qualité définis dans le troisième SDAGE  du Bassin Adour-Garonne qui couvre la période 2022-2027, approuvé le 10 mars 2022.
La qualité des eaux de baignade et des cours d’eau peut être consultée sur un site dédié géré par les agences de l’eau et l’Agence française pour la biodiversité.

### Climat
Pour des articles plus généraux, voir Climat de la Nouvelle-Aquitaine et Climat de la Dordogne.
Historiquement, la commune est exposée à un climat océanique aquitain.  
En 2020, Météo-France publie une typologie des climats de la France métropolitaine dans laquelle la commune est exposée à un climat océanique et est dans la région climatique  Aquitaine, Gascogne, caractérisée par une pluviométrie abondante au printemps, modérée en automne, un faible ensoleillement au printemps, un été chaud (19,5 °C), des vents faibles, des brouillards fréquents en automne et en hiver et des orages fréquents en été (15 à 20 jours).
Pour la période 1971-2000, la température annuelle moyenne est de 12,6 °C, avec  une amplitude thermique annuelle de 14,5 °C. Le cumul annuel moyen de précipitations est de 889 mm, avec 11,4 jours de précipitations en janvier et 6,3 jours en juillet. Pour la période 1991-2020, la température moyenne annuelle observée sur la station météorologique la plus proche, située sur la commune de Rioux-Martin à 11 km à vol d'oiseau, est de 13,1 °C et le cumul annuel moyen de précipitations est de 837,1 mm,. Pour l'avenir, les paramètres climatiques de la commune estimés pour 2050 selon différents scénarios d’émission de gaz à effet de serre sont consultables sur un site dédié publié par Météo-France en novembre 2022.

## Urbanisme

### Typologie
Au 1er janvier 2024, La Roche-Chalais est catégorisée commune rurale à habitat dispersé, selon la nouvelle grille communale de densité à 7 niveaux définie par l'Insee en 2022.
Elle est située hors unité urbaine et hors attraction des villes,.

### Occupation des sols
L'occupation des sols de la commune, telle qu'elle ressort de la base de données européenne d’occupation biophysique des sols Corine Land Cover (CLC), est marquée par l'importance des forêts et milieux semi-naturels (58 % en 2018), en augmentation par rapport à 1990 (55,7 %). La répartition détaillée en 2018 est la suivante : 
forêts (54,9 %), zones agricoles hétérogènes (25,7 %), prairies (9,7 %), terres arables (4,7 %), milieux à végétation arbustive et/ou herbacée (3,1 %), zones urbanisées (1,6 %), mines, décharges et chantiers (0,3 %). L'évolution de l’occupation des sols de la commune et de ses infrastructures peut être observée sur les différentes représentations cartographiques du territoire : la carte de Cassini (XVIIIe siècle), la carte d'état-major (1820-1866) et les cartes ou photos aériennes de l'IGN pour la période actuelle (1950 à aujourd'hui).

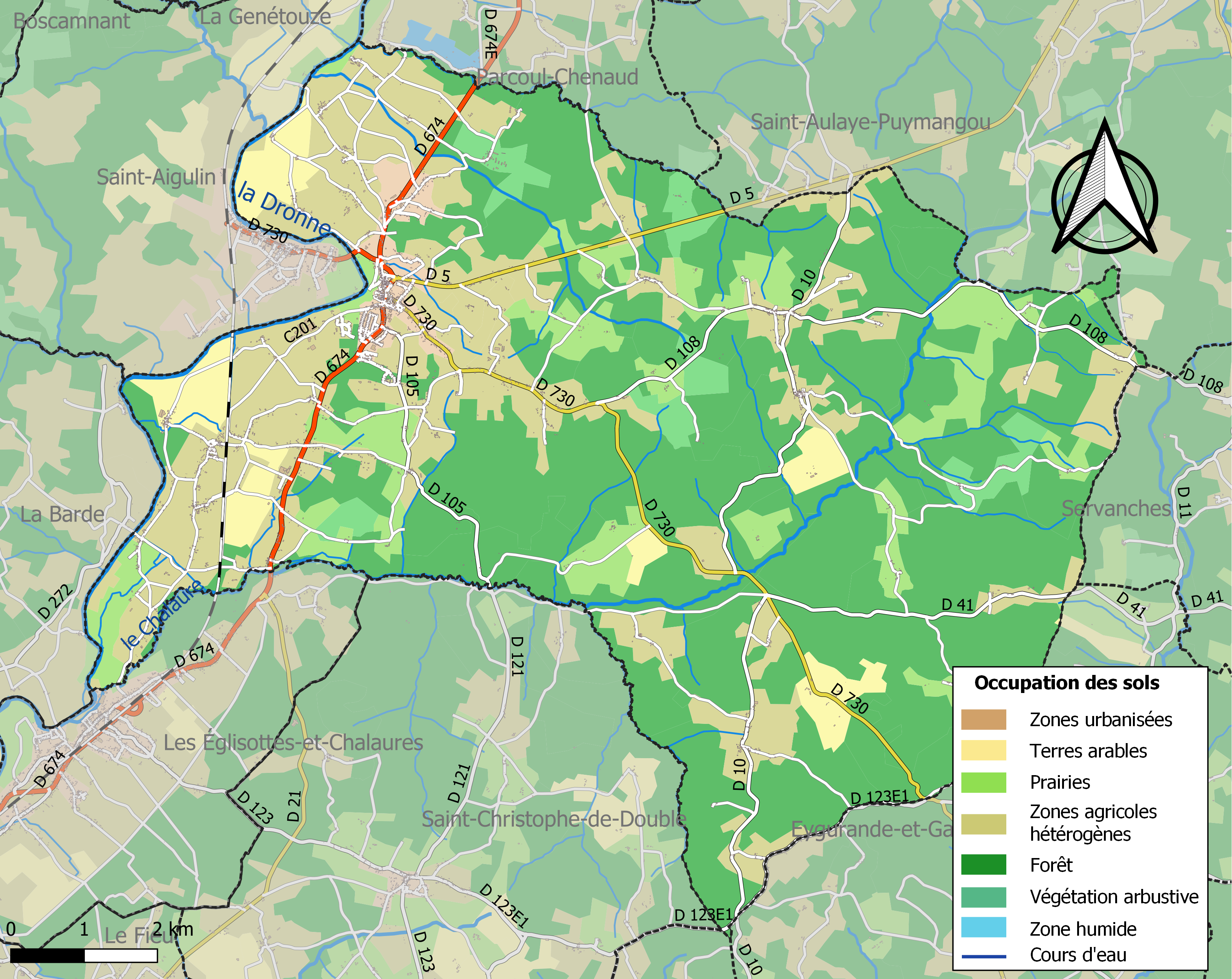
Carte des infrastructures et de l'occupation des sols de la commune en 2018 (CLC).

### Prévention des risques
Le territoire de la commune de La Roche-Chalais est vulnérable à différents aléas naturels : météorologiques (tempête, orage, neige, grand froid, canicule ou sécheresse), inondations, feux de forêts, mouvements de terrains et séisme (sismicité faible). Un site publié par le BRGM permet d'évaluer simplement et rapidement les risques d'un bien localisé soit par son adresse soit par le numéro de sa parcelle.
Certaines parties du territoire communal sont susceptibles d’être affectées par le risque d’inondation par débordement de cours d'eau, notamment la Dronne, la Mame et le Chalaure. La commune a été reconnue en état de catastrophe naturelle au titre des dommages causés par les inondations et coulées de boue survenues en 1982, 1983, 1986, 1987, 1988, 1993, 1999 et 2021,.
La Roche-Chalais est exposée au risque de feu de forêt. L’arrêté préfectoral du 14 mars 2013 fixe les conditions de pratique des incinérations et de brûlage dans un objectif de réduire le risque de départs d’incendie. À ce titre, des périodes sont déterminées : interdiction totale du 15 février au 15 mai et du 15 juin au 15 octobre, utilisation réglementée du 16 mai au 14 juin et du 16 octobre au 14 février. En septembre 2020, un plan inter-départemental de protection des forêts contre les incendies (PidPFCI) a été adopté pour la période 2019-2029,.

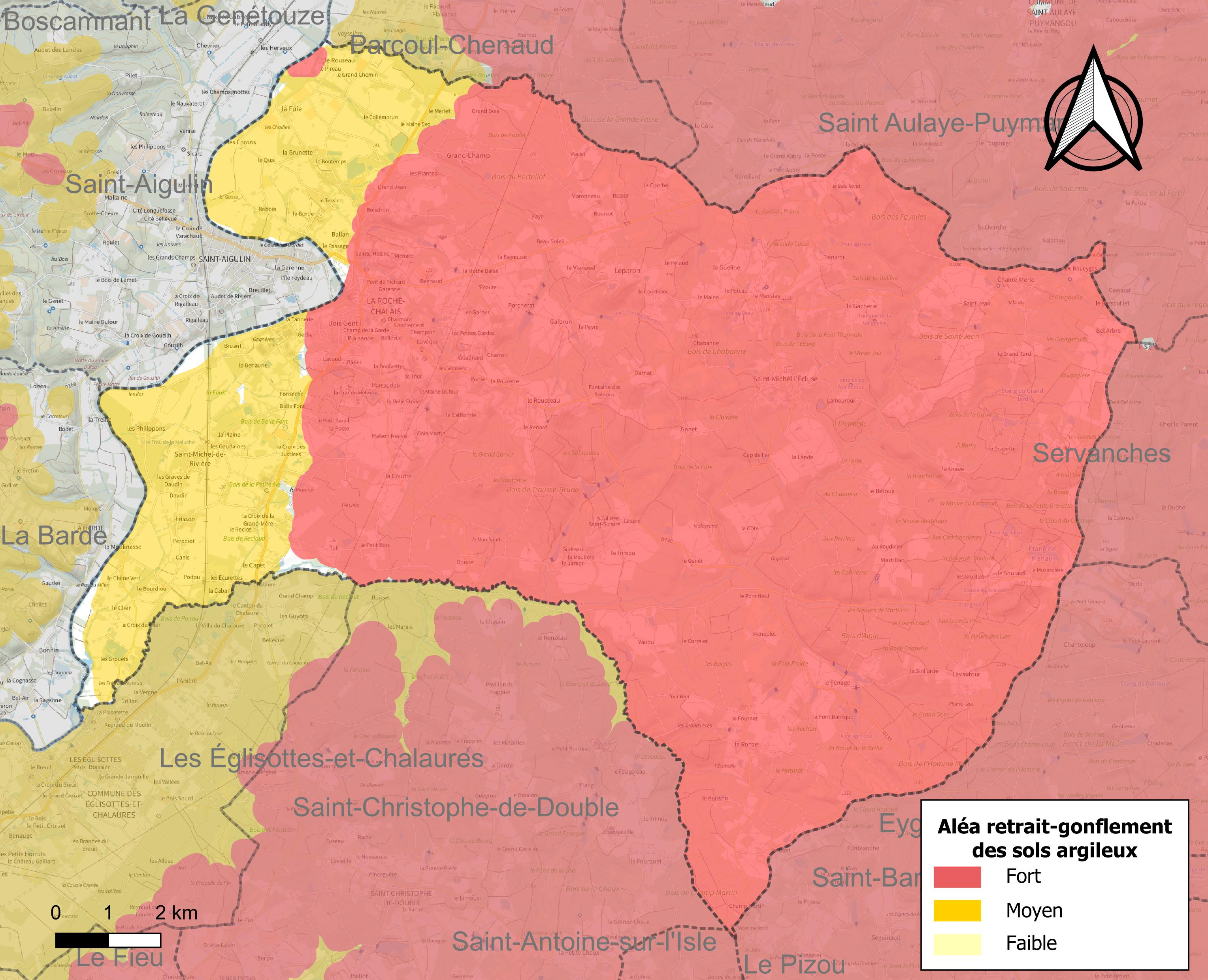
Carte des zones d'aléa retrait-gonflement des sols argileux de La Roche-Chalais.

Les mouvements de terrains susceptibles de se produire sur la commune sont des affaissements et effondrements liés aux cavités souterraines (hors mines) et des tassements différentiels. Afin de mieux appréhender le risque d’affaissement de terrain, un inventaire national permet de localiser les éventuelles cavités souterraines sur la commune. Le retrait-gonflement des sols argileux est susceptible d'engendrer des dommages importants aux bâtiments en cas d’alternance de périodes de sécheresse et de pluie. 99 % de la superficie communale est en aléa moyen ou fort (58,6 % au niveau départemental et 48,5 % au niveau national métropolitain). Depuis le 1er octobre 2020, en application de la loi ÉLAN, différentes contraintes s'imposent aux vendeurs, maîtres d'ouvrages ou constructeurs de biens situés dans une zone classée en aléa moyen ou fort,.
La commune a été reconnue en état de catastrophe naturelle au titre des dommages causés par la sécheresse en 1989, 1992, 1996, 2003 et 2009 et par des mouvements de terrain en 1999.

## Toponymie
La commune de La Roche-Chalais est l'une des rares communes de la Dordogne de langue d'oïl  (saintongeais). Seule une petite partie orientale de la commune se situe en zone occitane.
En occitan, la commune porte le nom de La Ròcha Chalés.

## Histoire
Au Ier siècle av. J.-C. les légions de César envahissent le Périgord couvert à l'époque par l'immense forêt, la Sylva Edobola citée dans les « Commentaires » de César ; elles ouvrent les premières voies de communication.
Au VIIe siècle les Sarrasins venant du sud remontent en la pillant la vallée de la Dronne ; Charles Martel et le duc d'Aquitaine arrêtent les Maures à Poitiers en 732 ; le prince franc veut alors s'emparer de l'Aquitaine. Une longue guerre s'ensuit qui verra la mort de Waïfre, duc d'Aquitaine, et le rattachement de la province au domaine royal.
La Motte de Vaudu, sur la commune de Saint-Michel-l’Écluse, serait, si l'on en croit une solide légende, le tombeau du duc Waïfre, défenseur des libertés d'Aquitaine au VIIIe siècle.

### Au Moyen Âge: un bourg à la frontière de trois provinces
L'histoire du modeste bourg de La Roche, quelques maisons autour d'un château sur un éperon rocheux dominant la Dronne, reste muette jusqu'au XIIIe siècle. La châtellenie dépend alors de celle plus importante de Chalais, fief des Talleyrand ; elle appartenait à trois provinces, le Périgord, l'Angoumois et la Saintonge - les deux tiers du bourg s'étendaient en Périgord mais le castel était en territoire saintongeais. La juridiction du seigneur couvrait sept paroisses (Saint-Michel-de-Rivière, Léparon, le Bost, Saint-Aigulin, Labarde, Boscamnant et Saint-Sicaire).
En 1407 les Anglais occupent le château qui est repris en 1451 par le roi de France Charles VII ; François de Talleyrand est alors seigneur de Chalais et de La Roche.
La châtellenie sera détachée de celle de Chalais au XVe siècle ; le château de La Roche est un lieu d'importance quand Isabeau de Talleyrand épouse en 1470 Jeannot de Lannes, vicomte de Belhade, dans les Landes. Est-ce à cette époque que l'on a rajouté « Chalais » au nom de la seigneurie de La Roche ?

### Les guerres de Religion et l'influence protestante
Au XVIe siècle, les Lannes, barons de La Roche-Chalais, entrent dans le clan de la Réforme. Jean de Lannes doit se réfugier à Genève, ville du calvinisme, où il meurt ; son fils Guy-Odet de Lannes (1545-1605) fait du château une place forte du protestantisme, un lieu de résistance que Blaise de Monluc, lieutenant général du roi en Guyenne, réduira en prenant le village et en incendiant le castel en 1568, lors des troisièmes guerres de Religion ; Monluc y installe une garnison, massacre les troupes protestantes et fait emprisonner au fort du Hâ de Bordeaux Guy-Odet de Lannes qui sauvera sa tête contre une énorme rançon versée à Monluc. En 1574, les calvinistes chassent du château les troupes de Monluc.
En 1587, lors de la bataille de Coutras opposant les troupes des Huguenots d'Henri de Navarre aux soldats catholiques du duc de Joyeuse et de La Trémouille, La Roche-Chalais sera successivement occupée par les deux adversaires, la victoire finale revenant au roi de Navarre.
Le fils de Guy-Odet, Charles de Lannes (vers 1592-1651) se titre marquis de La Roche-Chalais et devient baron de l'importante châtellenie du Cubzaguais. Une alliance ultérieure des descendants au XVIIe siècle avec les  La Tour du Pin, comtes de Paulin, attribue le marquisat de La Roche-Chalais à cette famille propriétaire du château du Bouilh à Saint-André-de-Cubzac.
Louis XIII loge au château en 1615 lors de son voyage à Bordeaux pour y épouser Anne d'Autriche, mais les seigneurs de La Roche-Chalais n'habitent plus le castel ; les bâtiments servent de casernements aux petites garnisons qui passent régulièrement pour maintenir l'ordre aux frontières des trois provinces, l'Angoumois, la Saintonge et le Périgord.
Des actes anciens attestent une importante activité économique autour de La Roche-Chalais aux XVIe et XVIIe siècles : une fabrique de tapisseries et un moulin à papier dont la production était importante ; il fonctionnait en dessous du château, sur l'emplacement actuel de l'île Faydeau.
Foyer actif du calvinisme, La Roche-Chalais va subir pendant deux siècles les pressions de l'autorité royale pour revenir à l'orthodoxie catholique romaine. Les protestants se réunissent en secret d'abord à Champion, près de La Vêque, puis au Désert de Jarnicot, près de Parcoul.
Après une relative paix religieuse jusqu'en 1755, le Parlement de Bordeaux commence alors des persécutions sur la communauté protestante : poursuites, bannissements, condamnations aux galères, interdiction d'exercer sa profession... L'apaisement ne vint que vers 1780.
Jean de La Tour du Pin abjure le protestantisme ; son fils Jean-Frédéric (1727-1794), qui sera ministre de la Guerre de Louis XVI avant la nuit du 4 août, et guillotiné en 1794, entreprend en 1759 la démolition du château de La Roche-Chalais, compte tenu de l'abandon, du délabrement, du coût des travaux à effectuer… et de l'endettement du lieutenant-général. Avec l'abolition de la féodalité, il fut donc « le dernier marquis de La Roche ».

Le fils du précédent, Frédéric-Séraphin de La Tour du Pin-Gouvernet (1759-1837), fait vendre tout ce qui reste des biens du marquisat : terrains, bâtiments, moulin, et en particulier la « terrasse du château » sur laquelle il cède en 1806 à la municipalité le terrain pour y construire la première église de La Roche. L'émiettement du patrimoine nobiliaire durera jusqu'en l'an X.

### La Roche-Chalais à la Révolution
À la veille de la Révolution, la situation de La Roche-Chalais et de sa châtellenie est toujours celle d'un gros bourg à la frontière entre trois provinces, Guyenne (Périgord), Angoumois et Saintonge, deux gouvernements militaires, ceux de Bordeaux et de La Rochelle, deux élections, celles de La Rochelle et de Périgueux, deux évêchés, et à cheval sur trois généralités.
Le décret révolutionnaire du 26 janvier 1790 crée, dans le district de Ribérac, le canton de La Roche-Chalais alias canton de Réunion de Dronne comprenant les paroisses de Saint-Michel-les-Cluses, Léparon, Saint-Sicaire, Puymangou et le Bost. Deux communes en font partie en 1791 : au nord, le Petit-Saint-Aigulin qui allait jusqu'à Balan et Rabouin et au sud, une commune qui reprenait l'ancienne paroisse de Saint-Michel-de-Rivière ; cette dernière porta, au cours de la période révolutionnaire de la Convention nationale (1792-1795), le nom d'Ami-des-Lois.
Le 6 Nivôse An III (26 décembre 1794), les deux communes sont réunies sous le nom de La Roche-Chalais ; le premier maire en est Jean-Pierre Trigant-Gautier le 27 Floréal An XII (mai 1804). En juillet 1808 le conseil municipal demande le changement de nom en proposant… La Roche-Napoléon.
Sous le Concordat, La Roche-Chalais devient paroisse ; une souscription municipale (1806) permet la construction de la première église sur l'emplacement de l'ancien château. Le sanctuaire, dédié à… saint Napoléon (!) (il devient Notre-Dame de l'Assomption en 1815) possède une façade triangulaire soutenue par quatre colonnes ; la nef est lambrissée et peinte, sous une charpente « la plus belle et la plus hardie que l'on verra dans le département » écrit le maire de l'époque. Trop petit, le monument sera remplacé en 1868 par l'église actuelle, de style néogothique, et consacré le 7 septembre 1872 par l'évêque de Périgueux.

### Temps modernes
C’est à la fin du XIXe siècle que la petite ville de La Roche-Chalais a véritablement commencé à se développer.
Le sud du territoire devient en décembre 1888 la commune de Saint-Michel-de-Rivière.
Pendant la Grande Guerre de 1914 - 1918, un hôpital provisoire est installé dans les locaux de l'Institution Jeanne-d'Arc.
Le premier janvier 1973, une fusion avec association de communes regroupe La Roche-Chalais, Saint-Michel-de-Rivière et Saint-Michel-l'Écluse-et-Léparon ; la commune ainsi formée prend le nom de La Roche-de-Saint-Michel, mais ce toponyme est abandonné quelques mois plus tard, remplacé par l'ancien nom, La Roche–Chalais.
Au XXe siècle, l'installation d'une petite industrie de chaussures, puis, en 1966, d'une usine de pompes et de robinetterie industrielle devenue en 1994 filiale française d'un important groupe industriel allemand ont contribué à créer des emplois non agricoles.
La deuxième moitié du siècle a vu la construction d'équipements sportifs communaux (stade, piscine, tennis, salles de sports) et culturels (salle des fêtes, cinéma, bibliothèque, office du tourisme) ; enfin le maintien de petits commerces actifs et l'ouverture de supermarchés modernes, tout ceci a largement contribué à éviter à La Roche-Chalais de connaître la désertification de la plupart des villages ruraux.

## Politique et administration

### Rattachements administratifs et électoraux
Dès 1790, la commune de Laroche Chalais est rattachée au canton de Laroche Chalais qui dépend du district de Ribérac jusqu'en 1795, date de suppression des districts. Lorsque ce canton est supprimé par la loi du 8 pluviôse an IX (28 janvier 1801) portant sur la « réduction du nombre de justices de paix », la commune est rattachée au canton de Saint-Aulaye dépendant de l'arrondissement de Ribérac. Cet arrondissement est supprimé en 1926 et ses communes rattachées à l'arrondissement de Périgueux.
Dans le cadre de la réforme de 2014 définie par le décret du 21 février 2014, le canton de Saint-Aulaye disparaît aux élections départementales de mars 2015. La commune est alors rattachée électoralement au canton de Montpon-Ménestérol.

### Intercommunalité
Selon l'arrêté préfectoral no 111547 du 22 novembre 2011, la commune de La Roche-Chalais adhère à la communauté de communes du Pays de Saint-Aulaye à compter du 1er janvier 2012.

### Administration municipale
La population de la commune étant comprise entre 2 500 et 3 499 habitants au recensement de 2017, vingt-trois conseillers municipaux ont été élus en 2020,.

### Liste des maires
| Période                                  | Période   | Identité                       | Étiquette | Qualité                                                                                      |
| ---------------------------------------- | --------- | ------------------------------ | --------- | -------------------------------------------------------------------------------------------- |
| Les données manquantes sont à compléter. |           |                                |           |                                                                                              |
| 1804                                     | 1809      | Jean-Pierre Trigant-Gautier    |           | Premier maire de la commune le 27 Floréal an XII                                             |
| 1809                                     | 1815      | Vincent Mercier-Bellevue       |           |                                                                                              |
| 1815                                     | 1820      | Nicolas Desgravières           |           |                                                                                              |
| 1820                                     | 1830      | Augustin de Saint-Saud         |           |                                                                                              |
| 1830                                     | 1832      | Baron François-Théodore Vigent |           |                                                                                              |
| 1832                                     | 1835      | Alexandre Peyre                |           |                                                                                              |
| 1835                                     | 1837      | Fellonneau                     |           |                                                                                              |
| 1837                                     | 1848      | François Peyre                 |           |                                                                                              |
| 1848                                     | 1860      | Gustave d'Arlot de Saint-Saud  |           |                                                                                              |
| 1860                                     | 1870      | Jean Hérier-Fonclaire          |           |                                                                                              |
| 1870                                     | 1874      | Gustave d'Arlot de Saint-Saud  |           |                                                                                              |
| 1878                                     | 1881      | Nau                            |           |                                                                                              |
| 1881                                     | 1884      | Pierre Barraud-Létang          |           |                                                                                              |
| 1884                                     | 1900      | Fernand Lapeyre                |           |                                                                                              |
| 1900                                     | 1903      | Gallais                        |           |                                                                                              |
| 1903                                     | 1904      | Charles Persegou               |           |                                                                                              |
| 1904                                     | 1919      | Jean Bouffard                  |           |                                                                                              |
| 1919                                     | 1953      | Émile Cheylud                  |           | Pharmacien                                                                                   |
| 1953                                     | 1995      | Jean Bonnichon                 |           | Pharmacien                                                                                   |
| 1995                                     | 2001      | Raymond Duclaud                | PS        | Directeur d’école                                                                            |
| mars 2001                                | mars 2008 | Guy Laville                    | UMP       | Exploitant agricole                                                                          |
| mars 2008                                | mai 2020  | Jacques Menut                  | SE        | Cadre honoraire à la SNCF                                                                    |
| mai 2020                                 | En cours  | Jean-Michel Sautreau           | DVG       | Professeur des écoles Conseiller départemental du canton de Montpon-Ménestérol (depuis 2021) |

### Jumelages
En 2016, La Roche-Chalais envisage un jumelage avec Camoël, une commune du Morbihan

## Équipements et services publics

### Justice
Dans le domaine judiciaire, La Roche-Chalais relève : 
- du tribunal judiciaire, du tribunal pour enfants, du conseil de prud'hommes et du tribunal de commerce de Périgueux ;
- du pôle Nationalité du tribunal judiciaire de Périgueux (compétent uniquement dans le domaine de la nationalité) ;
- de la cour d'appel, du tribunal administratif et de la  cour administrative d'appel de Bordeaux.

## Population et société

### Démographie

#### Évolution démographique
L'évolution du nombre d'habitants est connue à travers les recensements de la population effectués dans la commune depuis 1793. Pour les communes de moins de 10 000 habitants, une enquête de recensement portant sur toute la population est réalisée tous les cinq ans, les populations de référence des années intermédiaires étant quant à elles estimées par interpolation ou extrapolation. Pour la commune, le premier recensement exhaustif entrant dans le cadre du nouveau dispositif a été réalisé en 2004.

En 2022, la commune comptait 3 023 habitants, en évolution de +1,21 % par rapport à 2016 (Dordogne : +0,37 %, France hors Mayotte : +2,11 %).
| 1793  | 1800  | 1806  | 1821  | 1831  | 1836  | 1841  | 1846  | 1851  |
| ----- | ----- | ----- | ----- | ----- | ----- | ----- | ----- | ----- |
| 1 015 | 1 395 | 1 484 | 1 491 | 2 065 | 1 910 | 2 144 | 2 333 | 2 427 |

| 1856  | 1861  | 1866  | 1872  | 1876  | 1881  | 1886  | 1891  | 1896  |
| ----- | ----- | ----- | ----- | ----- | ----- | ----- | ----- | ----- |
| 2 379 | 2 475 | 2 556 | 2 364 | 2 232 | 2 430 | 2 409 | 1 608 | 1 509 |

| 1901  | 1906  | 1911  | 1921  | 1926  | 1931  | 1936  | 1946  | 1954  |
| ----- | ----- | ----- | ----- | ----- | ----- | ----- | ----- | ----- |
| 1 564 | 1 602 | 1 535 | 1 324 | 1 231 | 1 303 | 1 179 | 1 186 | 1 134 |

| 1962  | 1968  | 1975  | 1982  | 1990  | 1999  | 2004  | 2006  | 2009  |
| ----- | ----- | ----- | ----- | ----- | ----- | ----- | ----- | ----- |
| 1 254 | 1 379 | 2 997 | 2 951 | 2 860 | 2 801 | 2 782 | 2 765 | 2 857 |

| 2014  | 2019  | 2022  | - | - | - | - | - | - |
| ----- | ----- | ----- | - | - | - | - | - | - |
| 2 952 | 3 022 | 3 023 | - | - | - | - | - | - |

#### Remarques
La Roche-Chalais a absorbé Saint-Michel-de-Rivière entre 1795 et 1888 puis au 1er janvier 1973, ainsi que Saint-Michel-l'Écluse-et-Léparon à cette même date. Depuis 1973, ces deux entités sont devenues communes associées à La Roche-Chalais.
Au recensement du 1er janvier 2022, Saint-Michel-de-Rivière comptait 810 habitants, et Saint-Michel-l'Écluse-et-Léparon 629 habitants.

#### Pyramide des âges
La population de la commune est relativement âgée.
En 2018, le taux de personnes d'un âge inférieur à 30 ans s'élève à 29,2 %, soit au-dessus de la moyenne départementale (27,1 %). À l'inverse, le taux de personnes d'âge supérieur à 60 ans est de 36,6 % la même année, alors qu'il est de 36,5 % au niveau départemental.
En 2018, la commune comptait 1 446 hommes pour 1 564 femmes, soit un taux de 51,96 % de femmes, légèrement supérieur au taux départemental (51,82 %).
Les pyramides des âges de la commune et du département s'établissent comme suit.
| Hommes | Classe d’âge | Femmes |
| ------ | ------------ | ------ |
| 1,9    | 90 ou +      | 3,7    |
| 9,2    | 75-89 ans    | 12,9   |
| 22,9   | 60-74 ans    | 22,3   |
| 20,0   | 45-59 ans    | 19,1   |
| 15,3   | 30-44 ans    | 14,3   |
| 14,1   | 15-29 ans    | 12,3   |
| 16,7   | 0-14 ans     | 15,3   |

| Hommes | Classe d’âge | Femmes |
| ------ | ------------ | ------ |
| 1,2    | 90 ou +      | 2,9    |
| 10,6   | 75-89 ans    | 13,4   |
| 23,6   | 60-74 ans    | 23,7   |
| 20,9   | 45-59 ans    | 20,7   |
| 15,5   | 30-44 ans    | 14,8   |
| 13,5   | 15-29 ans    | 11,6   |
| 14,8   | 0-14 ans     | 12,9   |

#### L'agglomération et l'aire urbaine
La Roche-Chalais et la commune voisine de Saint-Aigulin en Charente-Maritime forment une unité urbaine, peuplée de 4 910 habitants en 2017.
L'aire urbaine s'étend sur les deux mêmes communes.

### Manifestations culturelles ou sportives
- Au printemps, le « circuit Charlemagne » propose sur Saint-Michel-l'Écluse-et-Léparon divers parcours de randonnées de marche, marche nordique ou VTT, de 8,5 km jusqu'à 30 km, en forêt de la Double (15e édition en avril 2019[68]). Les éditions des deux années précédentes avaient rassemblé chacune plus de 900 participants[68].
- En juin, Salon du livre sur un week-end (8e édition en 2025)[69].

## Économie

### Agriculture
La viticulture occupe une petite partie de l'activité agricole. La commune est située en partie (anciennes limites de 1938) dans les Bons Bois, dans la zone d'appellation d'origine contrôlée du cognac.

### Emploi
L'emploi est analysé ci-dessous selon qu'il affecte les habitants de La Roche-Chalais ou qu'il est proposé sur le territoire de la commune.

#### L'emploi des habitants
En 2018, parmi la population communale comprise entre 15 et 64 ans, les actifs représentent 1 211 personnes, soit 40,2 % de la population municipale. Le nombre de chômeurs (237) a augmenté par rapport à 2013 (210) et le taux de chômage de cette population active s'établit à 19,6 %.

#### L'emploi sur la commune
En 2018, la commune offre 1 246 emplois pour une population de 3 010 habitants. Le secteur industriel prédomine avec 41,3 % des emplois mais le secteur tertiaire est également très présent avec 28,6 %.
Répartition des emplois par domaines d'activité
|                     | Agriculture, sylviculture ou pêche | Industrie | Construction | Commerce, transports et services | Administration publique, enseignement, santé, action sociale |
| ------------------- | ---------------------------------- | --------- | ------------ | -------------------------------- | ------------------------------------------------------------ |
| Nombre d'emplois    | 90                                 | 515       | 55           | 356                              | 230                                                          |
| Pourcentage         | 7,2 %                              | 41,3 %    | 4,4 %        | 28,6 %                           | 18,5 %                                                       |
| Source des données. |                                    |           |              |                                  |                                                              |

### Établissements
Au 31 décembre 2015, la commune compte 265 établissements, dont 144 au niveau des commerces, transports ou services, trente-neuf dans l'agriculture, la sylviculture ou la pêche, trente dans la construction, vingt-neuf relatifs au secteur administratif, à l'enseignement, à la santé ou à l'action sociale, et vingt-trois dans l'industrie.

### Entreprises
Créée en 1973 à La Roche-Chalais, la société « Bossi Industrie - S.24 » fabrique des chaussures de sécurité et emploie 34 salariés pour un chiffre d'affaires de 11,6 millions d'euros.
Une usine de fabrication de vannes industrielles de la société KSB est implantée sur le territoire communal. Elle produit 350 000 vannes à système papillon par an, dont 75 % partent à l'exportation. Elle emploie 450 personnes en 2016.

## Culture locale et patrimoine

### Lieux et monuments
On trouve sur la commune de La Roche-Chalais de nombreuses fermes et maisons d'habitation dont la construction en pierre remonte aux XVIIe et XVIIIe siècles ; ainsi, en haut de l'avenue d'Aquitaine, la maison de Maître de « Monplaisir », une demeure construite en U autour d'une cour rectangulaire, date de la fin du XVIIIe siècle ; ses communs, son puits, sa charreterie figurent sur le premier cadastre napoléonien.

#### Temple protestant

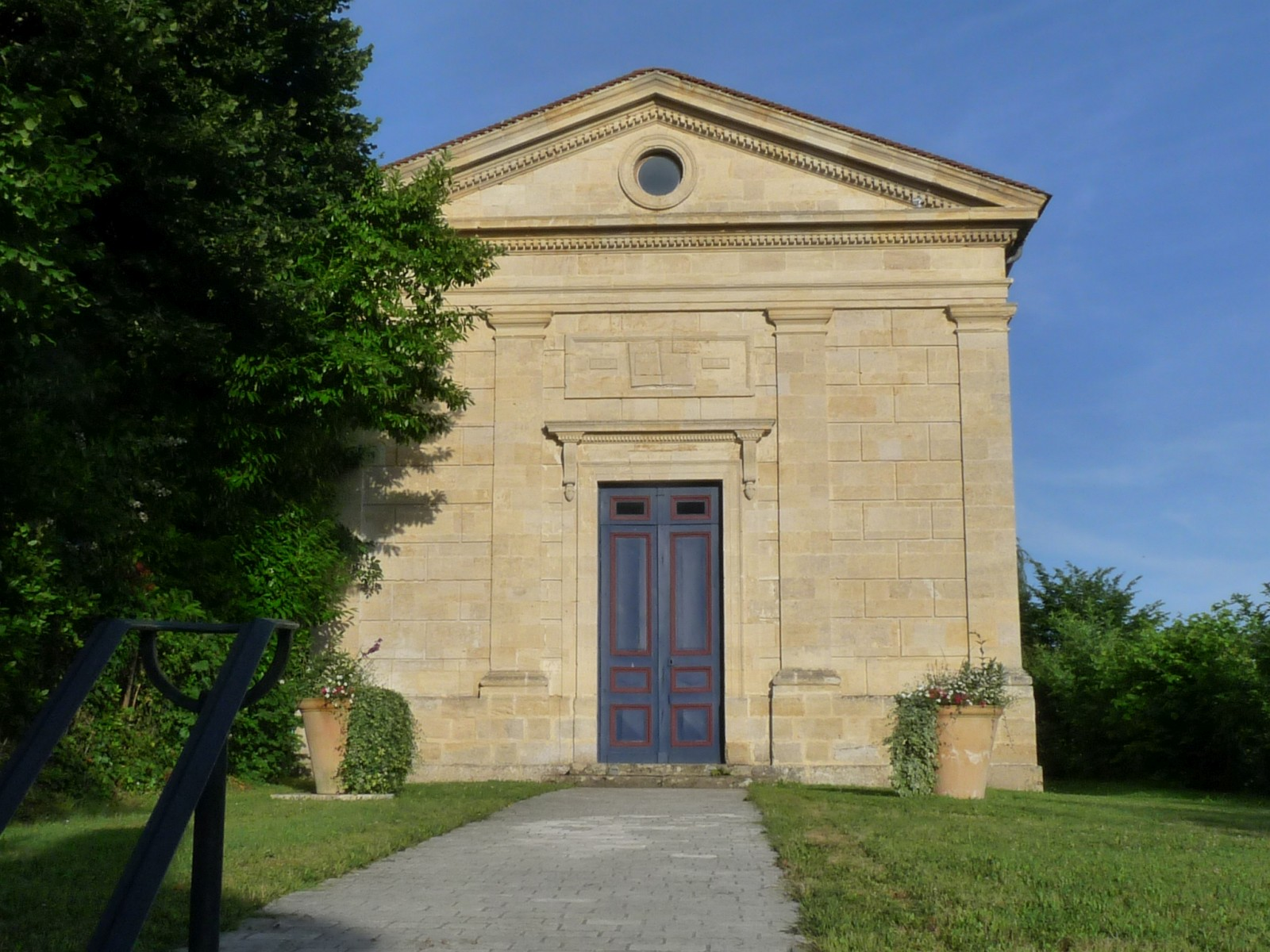
L'ancien temple.

Le temple fut construit de 1843 à 1845, comme l'indique le bas-relief au-dessus du portail portant l'inscription Sainte Bible sondez les Écritures ; sa nef possède une galerie supérieure. Le terrain du temple, sur le domaine de « Monplaisir », avait été vendu au consistoire protestant en 1843 par monsieur Frichou et madame, née Trigant-Gautier.
Ce lieu de culte fut désaffecté après la Seconde Guerre mondiale. Néanmoins, dans les années 1990, en hommage à Marc Freund-Valade, président de l'association des Amis du Temple (comptant les cinq familles protestantes propriétaires du monument), une cérémonie religieuse y eut lieu. Marc Freund-Valade avait été, durant l'Occupation, préfet de région à Limoges. Quand il fut informé du drame d'Oradour-sur-Glane, il alla protester vigoureusement auprès des autorités allemandes. Il permit, peu avant sa mort, à une association de jeunes passionnés d'histoire, d'occuper le temple durant deux ans et d'intervenir sur sa toiture pour le sauver de la ruine. Depuis, la municipalité est devenue propriétaire du lieu.

#### Château de la Valouze
Le domaine de La Valouze recouvre une ancienne métairie du Marquisat située sur la paroisse de Saint-Michel-de-Rivière. Bâti en 1861 par le baron Gustave Arlot de Saint-Saud au milieu d'une propriété de 55 hectares, l'ensemble de la construction présente une symétrie parfaite.
Le boisement du parc comprend des espèces exotiques : cyprès chauves, ginkgo biloba, eucalyptus associés aux pins et aux chênes-lièges. Durant l'occupation allemande, le château fut occupé par les services de la kommandantur. Après leur départ, les légitimes propriétaires constatèrent les déprédations, notamment la disparition de toutes les pièces de monnaie qui, posées sur le listel, recouvraient le parquet d'une salle.

#### Église Notre-Dame de l'Assomption

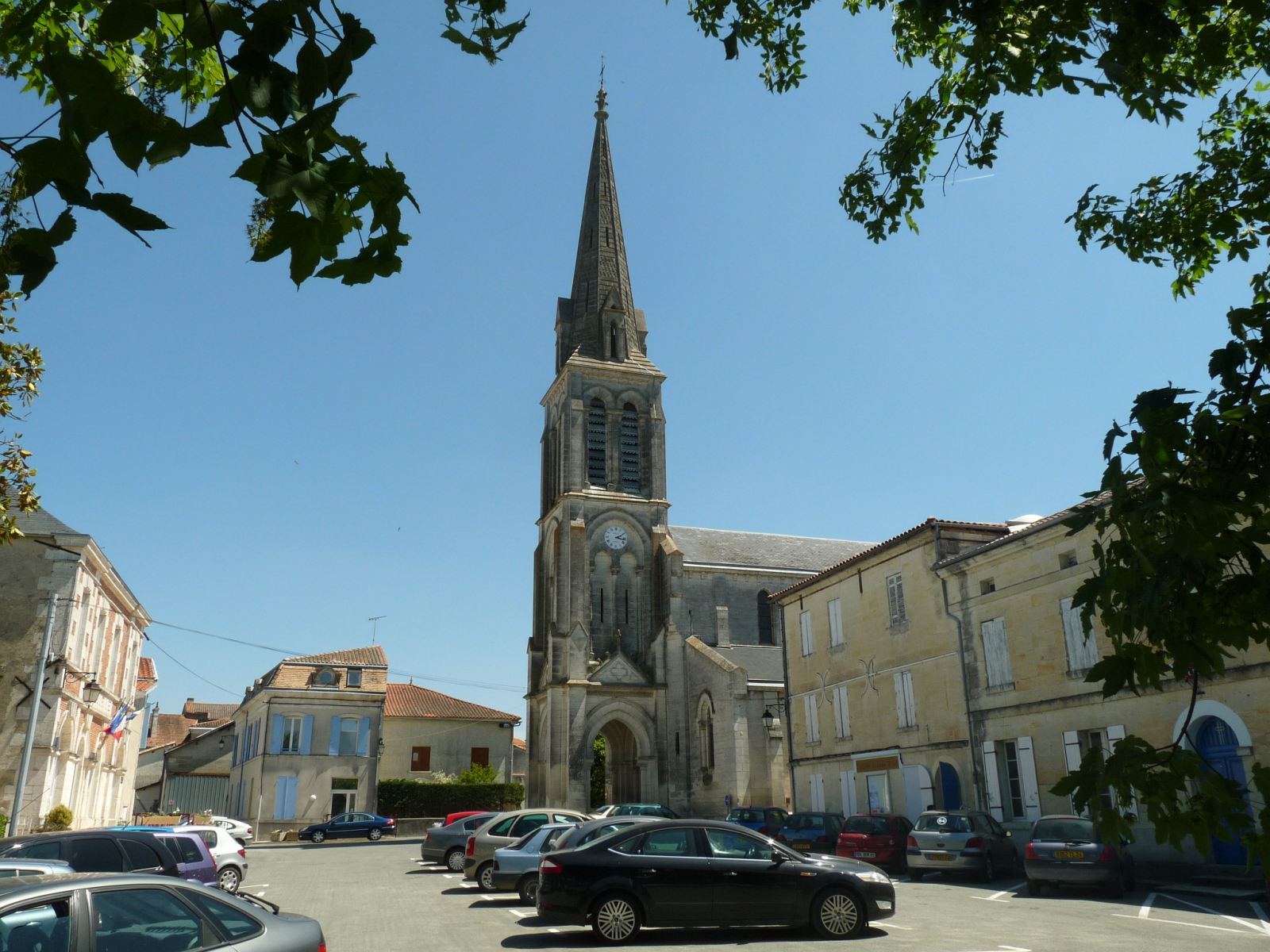
L'église vue de la place.

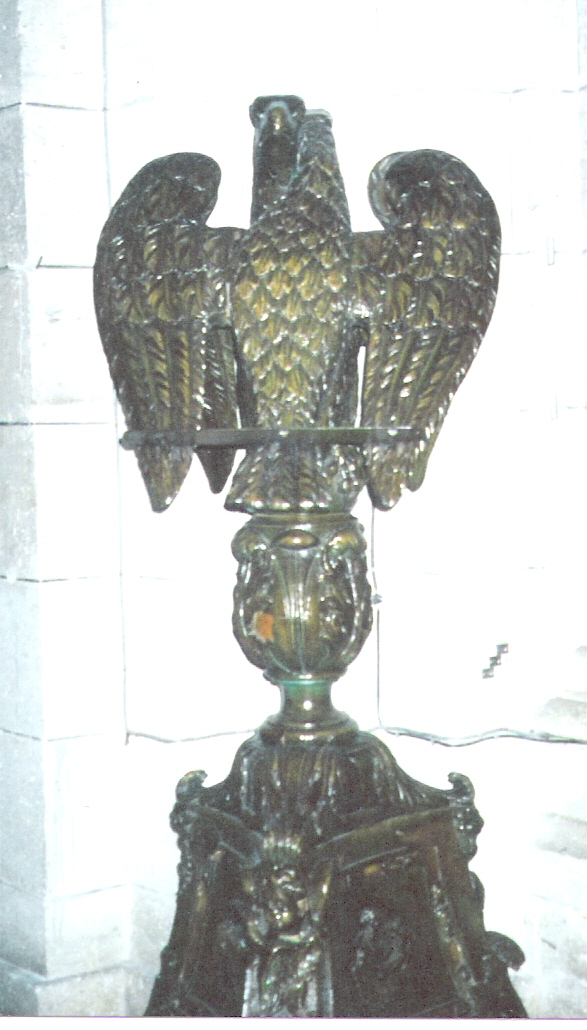
Le lutrin de l'église.

Jean Hérier-Fonclaire, maire de la commune de 1860 à 1870 fait raser l'ancienne église en bois, délabrée, et reconstruire de 1868 à 1871 l'église actuelle, de style néogothique. Gustave d'Arlot de Saint-Saud propose l'architecte bordelais Labbe qui en fait les plans et les devis ; il confie les travaux à l'entrepreneur libournais Jean Moreau.
L’abbé Pramil, curé de la paroisse de 1867 à 1874, bénit la nouvelle église qui est consacrée par le cardinal de Bordeaux, monseigneur Donnet, et par l’archevêque de Périgueux le 7 septembre 1872. Cette même année les familles aisées de La Roche offrent les vitraux.
En 1883, le clocher accueille une deuxième cloche (la première fut fondue en 1813) ; le comte de Saint-Saud commande au renommé Joseph Merklin l'orgue qui restera sa propriété jusqu'en 1951. Sous le mandat municipal de Fernand Lapeyre, une horloge à trois cadrans est adjointe au clocher en 1898.
Si l'église n'est pas inscrite à l'inventaire des monuments historiques, le lutrin est classé au titre d'objet historique depuis 1975 ; le pupitre comprend deux aigles affrontés à têtes croisées (aigles de saint Jean et de saint Luc avec angelots et feuilles d'acanthe) ; il date du XVIIe siècle, la base et le pied du XIXe.

#### Ancien château
Le château a-t-il entièrement disparu ? Il a pu être reconstitué en plan et en image dans son état du début du XVIIIe siècle grâce aux procès-verbaux de visites de « la terre et seigneurie de La Roche – Chalais » établis sous le Marquisat et rassemblés en 1966 par le conservateur des Archives départementales de la Gironde.
Il ne resterait de nos jours qu'une partie de la grande écurie édifiée au XVIIe siècle, entre la rue du (puits) du château et celle de l'Apre-Côte. À la fin des années 80, un mur de soutènement d'un jardin en contrebas de la rue de la Grand Font, céda sous les effets conjugués de fortes pluies et du mauvais état des pierres de maçonnerie. Lors du déblaiement de la zone, l'entrepreneur mit au jour quelques objets très anciens. Une hypothèse fut avancée par des historiens locaux, laissant envisager qu'il puisse s'agir de l'entrée du souterrain par lequel le capitaine Chantérac prit la fuite, lors du siège du château par Montluc. Si Chantérac réussit à regagner son fief familial, sa garnison fut passée au fil de l'épée en cherchant à l'imiter.

#### Moulin de La Roche Chalais
Le moulin fut édifié de 1785 à 1787 avec les pierres du château et des fortifications ; il remplaçait le moulin à grains du Marquisat à « trois meules mues par trois roues à aubes » (description de 1725) ; l'emplacement sur la rive droite de la Dronne de ce moulin ancien ruiné à la fin du XVIIIe siècle correspondrait à celui du « moulin à plâtre » désaffecté, à l'extrémité du barrage actuel.

#### Pierre de Champmartin
Au XVe siècle, une pierre en grès de la Double matérialisait les limites des seigneuries de Fronsac (Guyenne), de Montpon (Périgord) et Saint-Aulaye (Angoumois). Après la fin de la guerre de Cent Ans, le vicomte de Fronsac la fait déplacer en 1471 d'une distance de « trois volées d'arbalète » (environ 560 mètres) pour intégrer à son domaine les paroisses de Saint-Michel-l'Écluse et Vaudu qui dépendaient de la seigneurie de Saint-Aulaye ; à l'issue de plusieurs procès et enquêtes à l'époque, cette nouvelle implantation est validée.
Cette pierre ayant disparu, en se référant aux éléments et aux cadastres anciens, une nouvelle stèle est implantée en septembre 2022 en présence des maires d'Eygurande-et-Gardedeuil, La Roche-Chalais et Saint-Antoine-sur-l'Isle.

### Patrimoine naturel
Du nord-ouest au sud-ouest, dans toute sa traversée de la commune, la vallée de la Dronne est classée comme zone naturelle d'intérêt écologique, faunistique et floristique (ZNIEFF) de type II,.
Partagée avec l'ancienne commune de Parcoul, la vallée du Rieu Nègre, ou Riou Nègre est, sur 388 hectares, un site inscrit depuis 1974 pour son intérêt pittoresque.

### Personnalités liées à la commune
- Jean Grenier, enfant de 14 ans, jugé en 1603 par le Parlement de Bordeaux, pour avoir mangé plusieurs enfants alors qu’il était transformé en loup[86].

- Jean-Pierre Trigant-Gautier (1762 - 1844), fut le premier maire de La Roche-Chalais le 27 Floréal An XII. Descendants d'une famille de tapissiers (Trigant Antoine & fils) de la Renaissance, les Trigant ont constitué longtemps la bourgeoisie protestante de La Roche-Chalais ; au XVIIe siècle, des Trigant sont contrôleurs, notaires et tabellions, médecins ; au XVIIIe siècle des Trigant sont fermiers judiciaires du Marquisat ; trois branches sont anoblies : celle des Boisset et celle des De Beaumont De La Tour ; d'autres branches, les Geneste, les Gautier ont toujours des représentants dans la commune (Pierre Pascal Trigant, grand-père maternel d'Elisée Reclus était percepteur de La Roche-Chalais).
- Élisée Reclus (1830 - 1905)[87], fils du pasteur[Note 11] de La Roche-Chalais Jacques Reclus et de Zéline Trigant, passe son enfance chez ses grands parents maternels de 1831 à 1837. Géographe de terrain[88], géopolitologue en avance sur son époque, on lui doit une œuvre monumentale, la Géographie Universelle en 19 volumes, et une réflexion profonde sur la justice et la solidarité dans la société de son temps. Il fut un des théoriciens libertaires de l'anarchisme au XIXe siècle.

La mère d'Elisée passa le brevet d'institutrice et fut directrice d'école à Orthez. Les frères Reclus revenaient souvent dans la propriété familiale de La Roche, rue de la Dronne ; l'anecdote leur attribue la transformation du nom Parcault (ou Précaud) en « Apre-Côte » pour désigner ce quartier de la Commune.

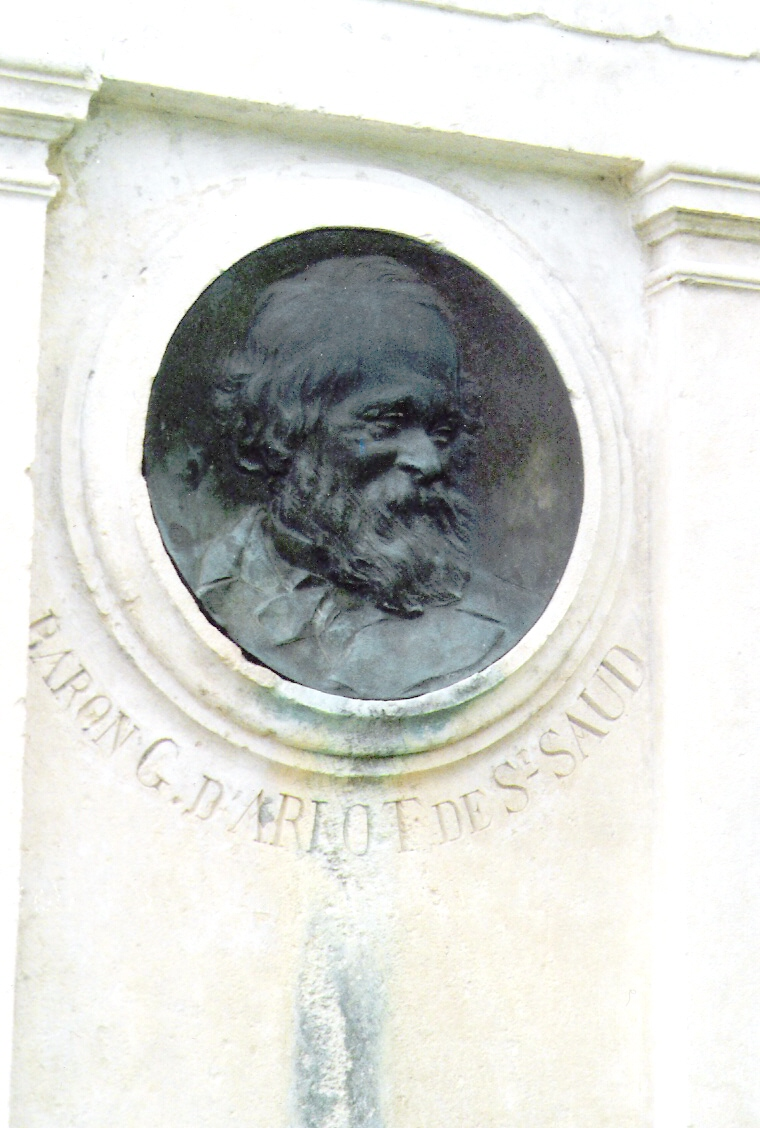
Le baron Gustave d'Arlot de Saint-Saud.

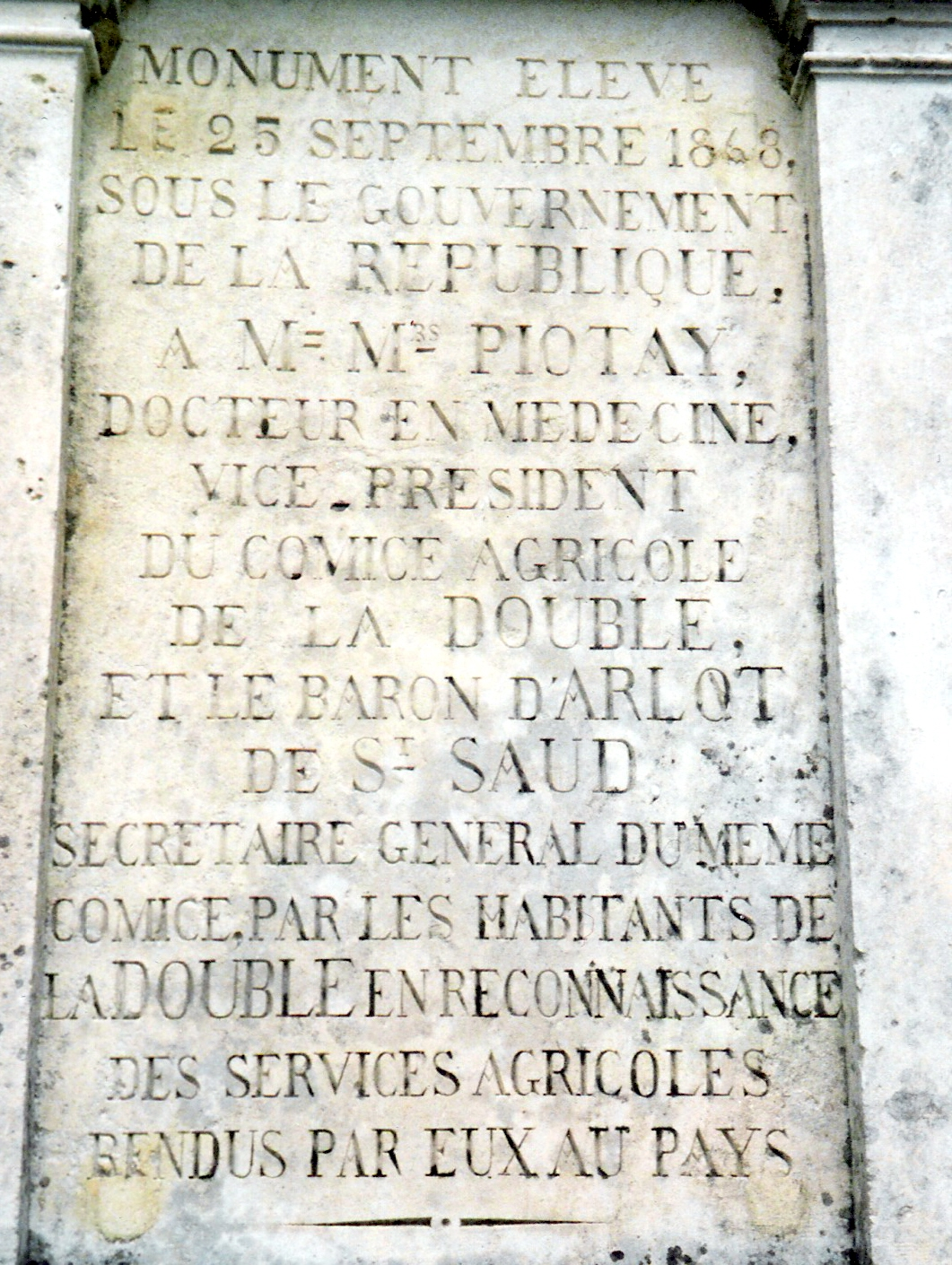
Le monument d'Echourgnac.

- Le baron Pierre, François, Gustave d’Arlot de Saint-Saud (1818 - 1894), qui fait construire en 1861 le château de La Valouze descend de la très ancienne noblesse française datant de saint Louis. Ses ancêtres possédaient une vaste seigneurie entre Châlus et Nontron de part et d'autre d'un affluent de l'Isle, la Valouse. Il a pour bisaïeul Galaup, juge sénéchal de La Roche-Chalais, personnage à l'époque le plus important de la localité. Maire de la commune de 1848 à 1860, puis de 1870 à 1874, il contribue par ses recherches à l'assainissement et à la mise en valeur de la Double[Note 12] ; il crée en 1864 le Comice central agricole de la Double.
- Son fils, le comte Aymar de Saint-Saud (1853 - 1951), juriste de formation, exerce à Lourdes jusqu'en 1880. Grand pyrénéiste[89] de la fin du XIXe siècle (il fonde la section du Sud-Ouest du Club alpin français), on lui doit d'importants travaux cartographiques qui ont contribué à une meilleure connaissance des Pyrénées centrales et méridionales, ainsi que l'ouverture du tourisme de montagne.

Blason d'Arlot de Saint-Saud.

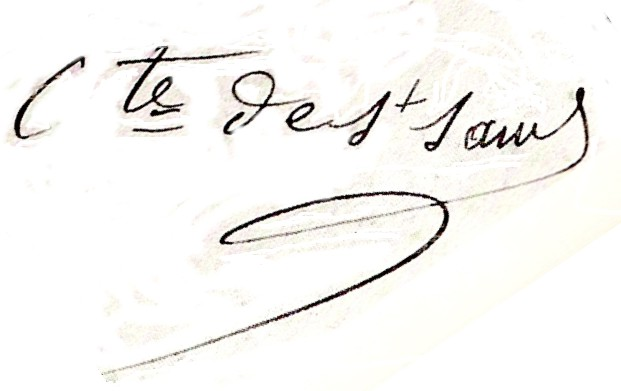
Autographe du comte de Saint-Saud.

Il a laissé de très nombreux travaux de généalogie, d'héraldique, et des recherches météorologiques et historiques ; parmi celles-ci le Marquisat de la Roche-Chalais, publié en 1938, constitue une monographie très complète sur l’histoire de La Roche et sur ses composantes socio-économiques jusqu'à la fin du XIXe siècle. Photographe, ses clichés sont à l'origine des plus anciennes cartes postales de La Roche-Chalais, au début du XXe siècle. Correspondant de nombreuses sociétés savantes, il était chevalier de l'ordre de Malte. Le château de La Valouze fut acheté en 1979 par la ville, puis revendu en 1980.

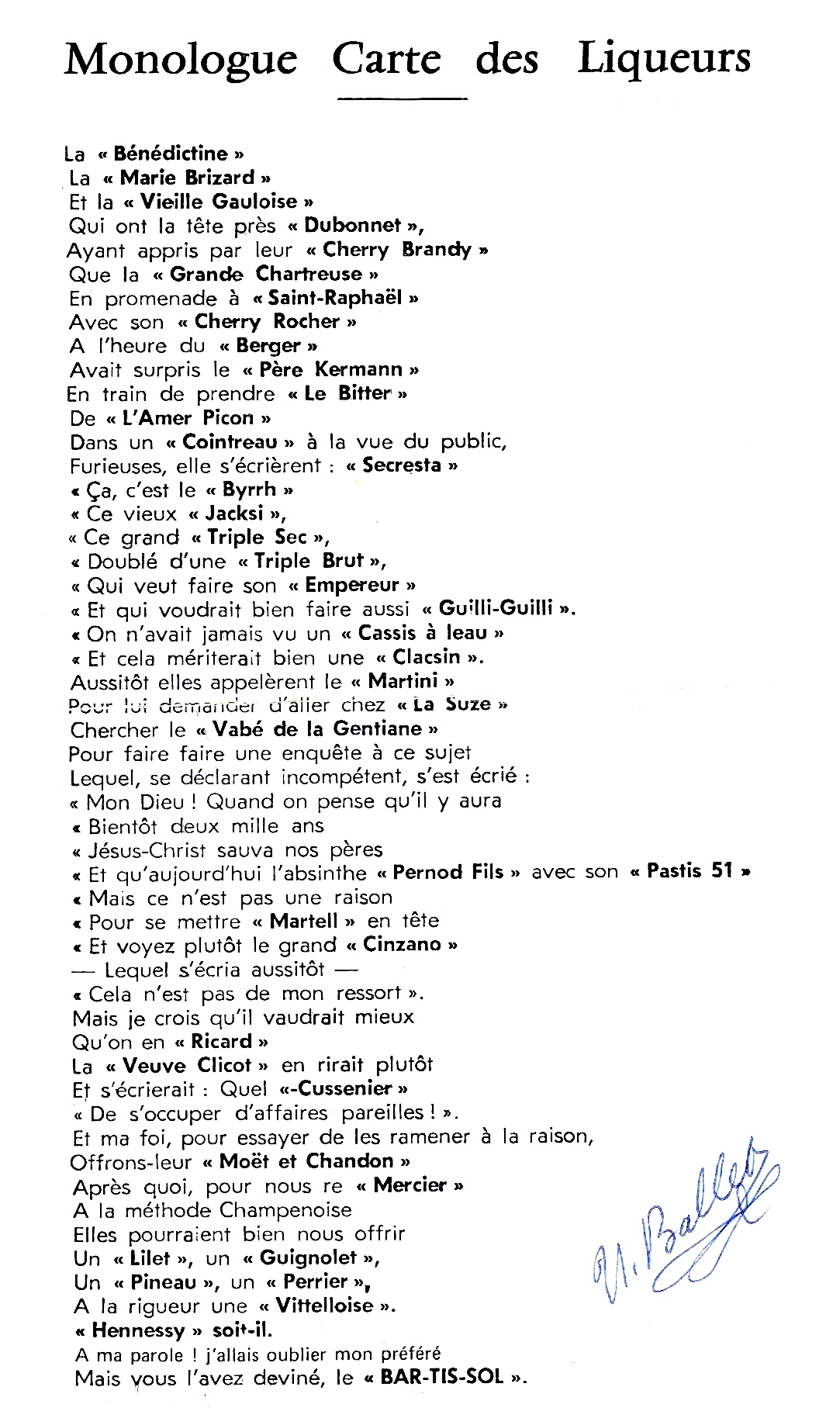
Monologue des Liqueurs.

- Louis-Joseph Geandreau né à La Roche-Chalais le 2 janvier 1885, était le fils de l'horloger du bourg.

Poète et auteur dramatique, fils spirituel d'Edmond Rostand (« c'était un vrai poète doué et patient… »), il fut président de la Société des poètes de Bordeaux et du Sud-Ouest. Le lieutenant Geandreau mourut à Crouy en 1915. Le 19 septembre 1965, une plaque célébrant le poète fut apposée sur sa maison natale, avenue d'Aquitaine.
- Émile Cheylud (1869 - 1955), pharmacien et maire de la commune de 1919 à 1955, était originaire d'Auvergne et passionné par l'histoire de cette province ; il présidait la Société des sciences, lettres et arts de la Haute-Auvergne. Il participa à la formation de la Société d'histoire de la pharmacie et a laissé une excellente analyse de l'état et des mouvements de la population de La Roche-Chalais sous la Révolution, de l'An I à l'An X. Officier de la Légion d'honneur, il était correspondant du ministère de l'Instruction publique.
- Augustin-Jean Lagoubie (1875 - 1959), né et mort à La Roche-Chalais, fut professeur en Espagne et publia en 1950 chez Plantié à Buenos Aires un roman, La Dame du Gour : un drame ayant pour cadre le village au début du XXe siècle, l'orée de la Double et les eaux profondes de la Dronne…
- Robert Tatin (1885 - 1954), né à Vaudu, fut d'abord employé de banque à Paris, puis correcteur du journal L’Européen  et termina sa carrière correcteur à l'imprimerie Delmas de Bordeaux. Il rassembla une documentation considérable sur la Double du Périgord, à l'origine d'un livre unique Sylva Edobola[90] publié par son épouse après sa mort en 1956. La qualité et la richesse de cet ouvrage furent récompensées la même année par la médaille de bronze de l'Académie de Bordeaux.
- Paulette Riffaud (nom d'artiste Paulette Merval) (1920 - 2009)[91] est née à La Roche-Chalais, en haut de l'Apre-Côte ; pendant ses études au Conservatoire de Bordeaux elle rencontre son mari, Marcel Merkès ; le couple Paulette Merval - Marcel Merkès assura la célébrité de l'opérette française pendant les années 1950 - 1970.
- Antoine Barbreau, perruquier à La Roche au XIXe siècle, s'installe ensuite à Périgueux. Passionné de photographie, il acquiert à Paris un nouvel appareil faisant huit cartes à la fois et n'exigeant du modèle qu'une seule pose[92].
- Ulysse Ballet (1894 - 1992), fut longtemps coiffeur à La Roche-Chalais ; écologiste avant l'heure et personnage anecdotique, il a publié un Monologue de la carte des liqueurs qui eut à l'époque un certain succès.
- Bernard Roussillon (père de l'acteur Jean-Paul Roussillon), fut directeur de scène de la Comédie-Française. Il travailla souvent en collaboration avec Jean Cocteau. Il a vécu sa retraite, à La Roche-Chalais, sur les bords de Dronne, son jardin glissant dans le phantasmagorique gour de Bordes. Il est enterré à Saint-Aigulin (sur l'autre rive).

### Héraldique
| Blason de Roche-Chalais (La) | Blason  | Écartelé : aux 1er et 4e d'or à trois fasces de gueules, aux 2e et 3e de gueules à la tour et son avant-mur senestre d’argent, maçonnés de sable. |
| Blason de Roche-Chalais (La) | Détails | Le statut officiel du blason reste à déterminer.                                                                                                  |

## Pour approfondir